# Parzęczew (gmina)
Parzęczew est une gmina rurale du powiat de Zgierz, Łódź, dans le centre de la Pologne. Son siège est le village de Parzęczew, qui se situe environ 18 km au nord-ouest de Zgierz et 26 km au nord-ouest de la capitale régionale Łódź.
La gmina couvre une superficie de 103,82 km2 pour une population de 5 222 habitants .

## Géographie
La gmina inclut les villages d'Anastazew, Bibianów, Chociszew, Chrząstów Wielki, Chrząstówek, Duraj, Florentynów, Florianki, Gołaszyny, Ignacew Folwarczny, Ignacew Parzęczewski, Ignacew Podleśny, Ignacew Rozlazły, Janów, Julianki, Konstantki, Kowalewice, Kozikówka, Leźnica Wielka, Leźnica Wielka-Osiedle, Mamień, Mariampol, Mikołajew, Mrożewice, Nowa Jerozolima, Nowe Młyny, Opole, Orła, Parzęczew, Piaskowice, Pustkowa Góra, Radzibórz, Różyce, Różyce Żmijowe, Skórka, Śliwniki, Śniatowa, Sokola Góra, Stary Chrząstów, Sulimy, Tkaczewska Góra, Trojany, Wielka Wieś, Wytrzyszczki et Zelgoszcz.
La gmina borde la ville d'Ozorków et les gminy de Aleksandrów Łódzki, Dalików, Łęczyca, Ozorków, Wartkowice et Zgierz.